# Ахмедбаев, Адхам Акрамович
Адхам Акрамович Ахмедбаев (узб. Adham Akramovich Ahmadboyev; род. 14 февраля 1962 года, Ташкент, Узбекская ССР, СССР) — Государственный советник Президента РУз по работе с правоохранительными органами (с 4 января по 1 марта 2017 года), бывший министр внутренних дел (с 13 декабря 2013 года по 4 января 2017 года), генерал-лейтенант внутренней службы (2014-2017). 

## Биография
- Адхам Ахмедбаев родился 14 февраля 1962 года в городе Ташкенте. В 1988 году окончил Ташкентский государственный университет, в 2004 году — Академию МВД Республики Узбекистан.
- С 1985 года проходил службу в должности инспектора по делам несовершеннолетних Октябрьского РОВД Ташкента в звании лейтенанта милиции.
- С 1990 по 2000 год работал в УВД Ташкентской области.
- С 2000 по 2004 год — заместитель начальника ГУВД города Ташкента.
- С 2004 по 2005 год - Начальник специальной инспекции по личному составу МВД Республики Узбекистан.
- С 2005 по 2006 год — работа в структурах Аппарата Президента Республики Узбекистан.
- С 2006 по 2011 год — заместитель министра внутренних дел РУз по финансовым вопросам.
- С 2011 по 2013 год — первый заместитель министра внутренних дел РУз.
- Указом Президента Ислама Каримова от 13 декабря 2013 года Ахмедбаев возглавил Министерство внутренних дел РУз[3].
- C 4 января 2014 года  — председатель Центра восточных единоборств и боевых искусств Узбекистана.
- С 4 января по 1 марта 2017 года - Государственный советник Президента Республики Узбекистан по политико-правовым вопросам[4].
- Указом Президента от 22 августа 2014 года Ахмедбаеву было присвоено звание генерал-лейтенанта[5].
- 1 марта 2017 года освобожден с должности государственного советника по состоянию здоровья, далее продолжил службу в Академии МВД Узбекистана до ноября 2017 года.